# Megeuptychia
Megeuptychia är ett släkte av fjärilar. Megeuptychia ingår i familjen praktfjärilar.
Kladogram enligt Catalogue of Life:
| Megeuptychia | \| \| Megeuptychia antonoe \| \| \| \| \| \| Megeuptychia confluens \| \| \| \| \| \| Megeuptychia hermessa \| \| \| \| \| \| Megeuptychia zeba \| \| \| \| |
|              | \| \| Megeuptychia antonoe \| \| \| \| \| \| Megeuptychia confluens \| \| \| \| \| \| Megeuptychia hermessa \| \| \| \| \| \| Megeuptychia zeba \| \| \| \| |
|              | Megeuptychia antonoe |
|              | |
|              | Megeuptychia confluens |
|              | |
|              | Megeuptychia hermessa |
|              | |
|              | Megeuptychia zeba |
|              | |

## Bildgalleri

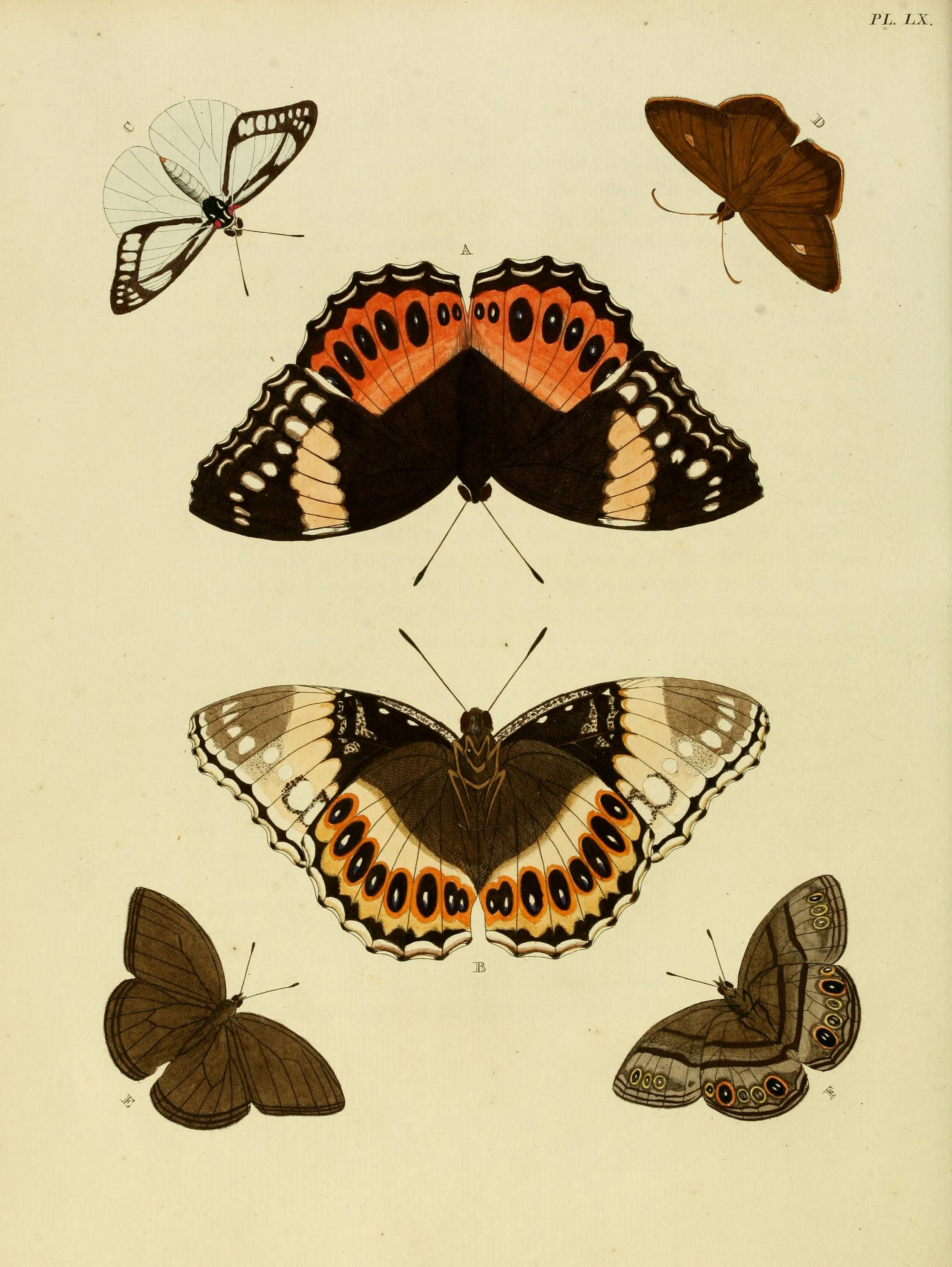